# Siri Arun Budcharern
Siri Arun Budcharern   (Vientiane, 12 de gener de 2002) és una nedadora de Laos. Va competir als Jocs Olímpics d'Estiu de 2016 en la prova de 50 m lliures femení, i va acabar 76a amb un temps de 32,55 segons. No va passar a les semifinals.
Abans dels Jocs, Budcharern es va entrenar en una piscina pública de 25 m a Vientiane, la meitat de la longitud d'una piscina olímpica. Va haver de compartir la piscina amb nens que prenien classes de natació i l'esquitxaven, i la coberta de la piscina sovint estava coberta amb ampolles de cervesa de festes anteriors.